# Église Santa Maria la Palma

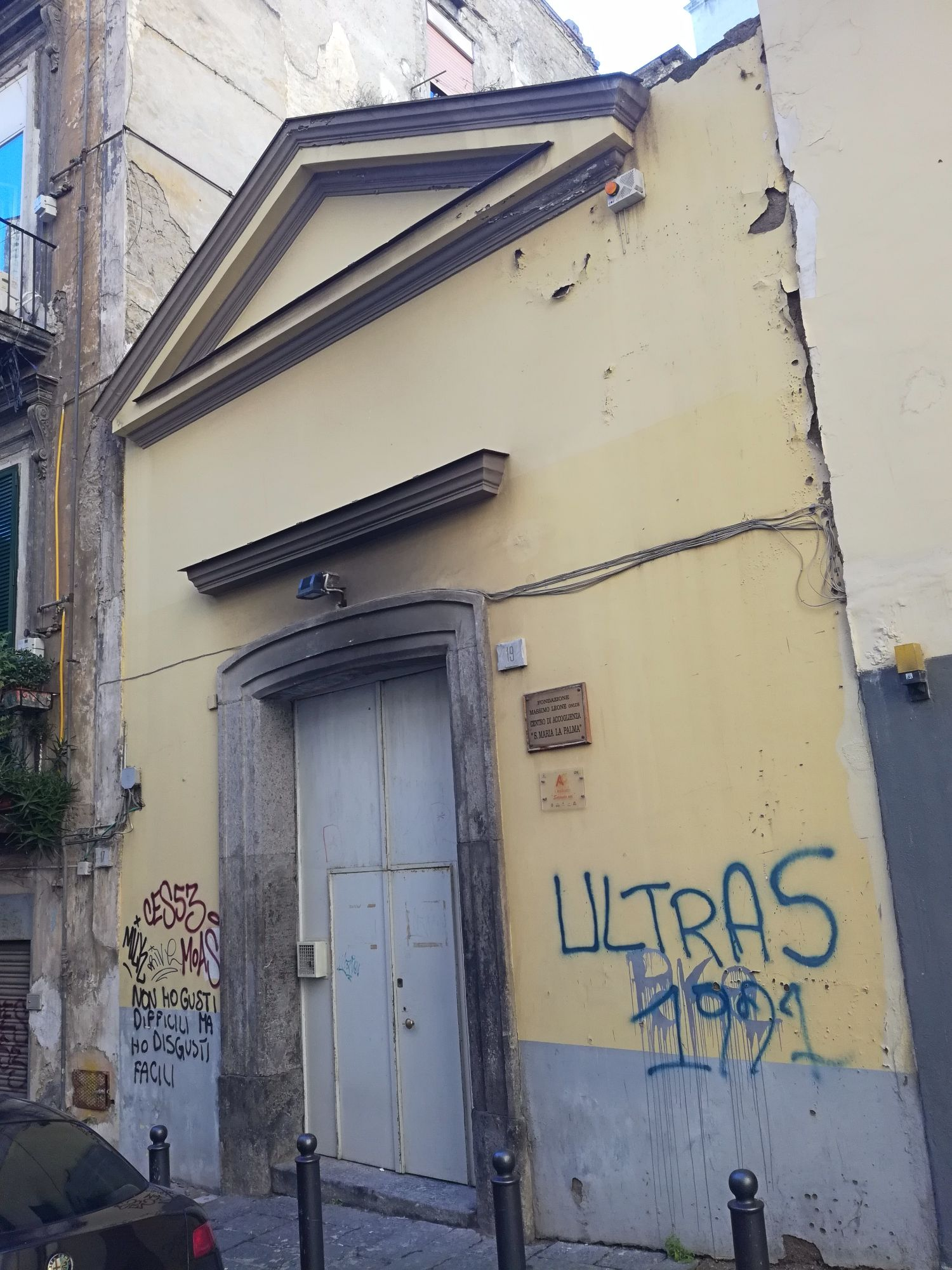
Façade de l'église

L'église Santa Maria la Palma est une petite église du centre historique de Naples située via Ferri Vecchi dans le quartier du Pendino.

## Histoire
L'église est fondée au début du XIVe siècle par deux familles influentes de Naples, les Lanzalogna et les Barbato. Elle est bâtie à l'emplacement d'un ancien lieu de culte que la tradition fait donner par Anicio Equitio, père de saint Maur, à saint Benoît.
En 1561, l'église est assignée à l'hôpital des Incurables. L'église est restaurée en 1583. Le nouveau maître-autel, de style rococo, date de 1751. Une inscription de marbre à l'intérieur, dans la nef gauche, démontre un intérêt historique et épigraphique certain, puisqu'elle a trait à des jeux de gladiateurs qui se tenaient dans les environs de la Porta Carbonara.
L'édifice a été fermé au culte pendant des décennies. L'archevêché l'a confié il y a une dizaine d'années à une association de volontaires pour l'accueil des sans logis.

## Source de la traduction
- (it) Cet article est partiellement ou en totalité issu de l’article de Wikipédia en italien intitulé « Chiesa di Santa Maria la Palma » (voir la liste des auteurs).